# École européenne austro-hongroise de Budapest
 (février 2022).
Si vous disposez d'ouvrages ou d'articles de référence ou si vous connaissez des sites web de qualité traitant du thème abordé ici, merci de compléter l'article en donnant les références utiles à sa vérifiabilité et en les liant à la section « Notes et références ».
L'école européenne austro-hongroise de Budapest (hongrois : Osztrák-Magyar Európaiskola Budapest, allemand : Österreichisch-Ungarische Europaschule Budapest) est une école privée et une école autrichienne à l'étranger des Frères des écoles chrétiennes. Elle est composée d'une Volksschule et d'une Mittelschule (de), et est située dans le 12e arrondissement de Budapest en Hongrie. Le jardin d'enfants de La Salle (Österreichisch-Ungarischer Kindergarten) et une autre école autrichienne à l'étranger, l'école autrichienne de Budapest, se trouvent à proximité immédiate.

## Histoire
L'école européenne austro-hongroise se trouve dans un bâtiment construit en 1896 qui abritait un orphelinat, mais qui a été transformé plus tard en une école de garçons avec un internat attenant (St. Josef-Knabenerziehungsanstalt, Szent József Fiúnevelő Intézet). En 1914, le terrain de la rue Istenhegyi út 32 a été acheté par l'ordre des Frères des Écoles.
Après la Seconde Guerre mondiale, l'école primaire et civile a repris ses activités dans le bâtiment alors gravement endommagé. En raison des attaques de l'époque contre les écoles privées catholiques, le parlement hongrois décida de nationaliser tous les établissements d'enseignement religieux. Deux ans plus tard, sous l'ancienne République populaire hongroise, le Parti des travailleurs hongrois a dissous tous les ordres religieux et les Frères ont dû quitter l'école Saint-Joseph. Le bâtiment a ensuite été utilisé à différentes fins, la dernière étant de faire partie de la faculté de médecine.
Le retour des Frères dans l'école a été décidé en 1990 à condition que l'histoire hongroise et la grammaire hongroise fussent enseignées en langue hongroise par des pédagogues hongrois, afin que les élèves pussent ensuite passer sans problème le baccalauréat dans un lycée hongrois. Le 30 juin 1993, après l'intervention d'Alois Mock (ministre des Affaires étrangères) et d'Erhard Busek (ministre de l'Éducation), la propriété a été restituée aux frères à condition qu'ils pussent y ouvrir une école.
En 1995, l'école déjà existante a été officiellement ouverte en tant qu'"école européenne austro-hongroise" avec Alfred Brychta comme directeur, en même temps que le "jardin d'enfants austro-hongrois". La même année, les Frères des écoles chrétiennes ont alors créé la fondation "École européenne austro-hongroise" (Osztrák-Magyar Európaiskola Alapítvány). Le ministère autrichien de l'éducation subventionne depuis lors cette fondation en envoyant et en payant le personnel enseignant autrichien (professeurs subventionnés).

## Scolarité
Les quelque 450 élèves âgés de 6 à 14 ans sont majoritairement originaires de Hongrie et fréquentent l'école primaire de la 1ère à la 4ème année et l'école secondaire de la 5ème à la 8ème année. Ils apprennent à l'école non seulement le hongrois et l'allemand, mais aussi l'anglais (à partir du collège) comme langue étrangère. Après avoir terminé l'école européenne, les élèves sont autorisés à fréquenter un lycée hongrois, comme par exemple l'école autrichienne de Budapest.
Les frais de scolarité pour l'année scolaire 2021/22 s'élèvent à 641.000 forints (1.799 euros) par an.